# A.D.イシドロ・メタパン
アソシアシオン・デポルティーバ・イシドロ・メタパン（Asociación Deportiva Isidro Metapán、通称イシドロ・メタパン(Isidro Metapán)）は、エルサルバドル・サンタ・アナ県メタパンを本拠地とするサッカークラブである。

## タイトル
- プリメーラ・ディビシオン : 10回
  - クラウスーラ2007, アペルトゥーラ2008, クラウスーラ2009, クラウスーラ2010, アペルトゥーラ2010, アペルトゥーラ2011, アペルトゥーラ2012, アペルトゥーラ2013, クラウスーラ2014, アペルトゥーラ2014

## 現所属メンバー
2025年1月30日現在
注：選手の国籍表記はFIFAの定めた代表資格ルールに基づく。
| No. | Pos. |                | 選手名                        |
| --- | ---- | -------------- | ----------------------------- |
| 1   | GK   | エルサルバドル | オスカル・プレイテス (副主将) |
| 2   | DF   | エルサルバドル | ミルトン・モリーナ ()         |
| 3   | DF   | コロンビア     | フアン・モスケラ              |
| 4   | DF   | エルサルバドル | ジョヴァンニ・アビラ          |
| 5   | MF   | エルサルバドル | ダニエル・アレバロ            |
| 6   | MF   | エルサルバドル | メルビン・カルタヘナ          |
| 7   | FW   | エルサルバドル | クリスティアン・アギラール    |
| 8   | MF   | エルサルバドル | フリオ・アマジャ              |
| 9   | FW   | エルサルバドル | イサーク・エスキベル          |
| 10  | MF   | エルサルバドル | マルビン・モンテローサ        |
| 11  | MF   | エルサルバドル | エルビン・アルバラード        |
| 12  | DF   | エルサルバドル | ラウール・クルス              |
| 14  | DF   | エルサルバドル | ミゲル・レムス                |
| 15  | GK   | ウルグアイ     | ラファエル・ガルシア          |
| 16  | FW   | エルサルバドル | フアン・カルロス・アルゲタ    |

| No. | Pos. |                | 選手名                       |
| --- | ---- | -------------- | ---------------------------- |
| 17  | DF   | エルサルバドル | ロベルト・ドミンゲス         |
| 19  | DF   | エルサルバドル | バイロン・ロペス             |
| 21  | FW   | エクアドル     | ダニー・セトレ               |
| 22  | FW   | アルゼンチン   | ギジェルモ・ストラデッラ     |
| 23  | FW   | エルサルバドル | ステベン・ゲーラ             |
| 24  | FW   | コロンビア     | ダビド・リビングストン       |
| 25  | DF   | エルサルバドル | ケビン・ビダル               |
| 26  | FW   | エルサルバドル | ホスエ・リベラ               |
| 27  | MF   | エルサルバドル | イサーク・ポルティージョ     |
| 29  | GK   | エルサルバドル | クリストファー・マルドナード |
| 30  | FW   | エルサルバドル | ケビン・レジェス             |
| 38  | DF   | エルサルバドル | フリオ・サンチェス           |
| 52  | FW   | エルサルバドル | メルビン・ウルビナ           |
|     | DF   | アルゼンチン   | ルカ・オロスコ               |
|     | DF   | エルサルバドル | ハイメ・オルティス           |

監督
- エリック・ドーソン・プラド

## 歴代監督
- エドウィン・ポルティージョ (2002-2003)
- ラウール・エクトル・コチェラーリ (2003)
- レネ・ラミレス (2003-2004)
- サウル・リベロ (2004)
- マルセロ・ハビエル・スレータ (2004)
- エドウィン・ポルティージョ (2004-2005)
- ルベン・アロンソ (2005-2006)
- エドウィン・ポルティージョ (2006-2013)
- ホルヘ・ウンベルト・ロドリゲス (2013-2016)
- ロベルト・ガマーラ (2016-2017)
- ミサエル・アルファロ (2017)
- エドウィン・ポルティージョ (2017-2018)
- アルベルト・カスティージョ (2018)
- ビクトル・コレアス (2019-2020)
- ホセ・フィゲロア (2020-2021)
- フアン・コルテス・ディエゲス (2021)
- ミサエル・アルファロ (2021)
- エクトル・オマール・メヒア (2021-2022)
- ホルヘ・ロドリゲス (2022-2023)